# Ellen Stewartová
Ellen Stewartová (7. listopadu 1919 Chicago – 13. ledna 2011 New York) byla americká divadelní režisérka a módní návrhářka, představitelka proudu off-off-Broadway.
O svém dětství a mládí často mlžila, neví se ani, zda se narodila v Chicagu nebo v Alexandrii. Pracovala v různých dělnických profesích, jejím synem byl právník Larry Lebanus Hovell (1940–1998). V roce 1950 se usadila v New Yorku a začala pracovat pro obchodní dům Saks Fifth Avenue, kde se časem prosadila jako módní návrhářka. Divadlu se nevěnovala až do roku 1961, kdy její nevlastní bratr Frederick Light spolu s Paulem Fosterem založili v East Village divadlo zaměřené na nekomerční dramatickou tvorbu. Stewartová, které se v uměleckých kruzích říkalo „Máma“, dala divadlu název La MaMa Experimental Theatre Club, finančně podporovala chudé umělce, provozovala kavárnu, uplatnila se jako energická organizátorka a později se stala také uznávanou producentkou a režisérkou. Objevila řadu úspěšných herců (Bette Midlerová, Al Pacino, Robert De Niro, Morgan Freeman, Harvey Keitel). Uvedla okolo tří tisíc inscenací a hostila množství předních zahraničních souborů. V La MaMa začínal svoji americkou kariéru také rumunský režisér Andrei Șerban.
Stewartová získala za svou divadelní práci Řád umění a literatury a Praemium Imperiale. V roce 1992 byla uvedena do Síně slávy amerického divadla. Na její počest se uděluje Ellen Stewart International Award. Cindy Rozentalová o ní napsala knihu Ellen Stewart Presents: Fifty Years of La MaMa Experimental Theatre.
Zemřela ve věku 91 let v newyorské nemocnici Mount Sinai Beth Israel. Její pohřeb se konal v katedrále svatého Patrika.